# John Renshaw Carson

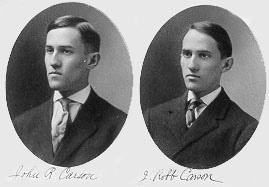
Os gêmeos Carson, album da turma de 1907

John Renshaw Carson (Pittsburgh, 28 de junho de 1886 – 31 de outubro de 1940) foi um engenheiro eletricista teórico da transmissão dos sistemas primitivos de comunicação estadunidense, inventor da modulação em banda lateral única.

## Biografia

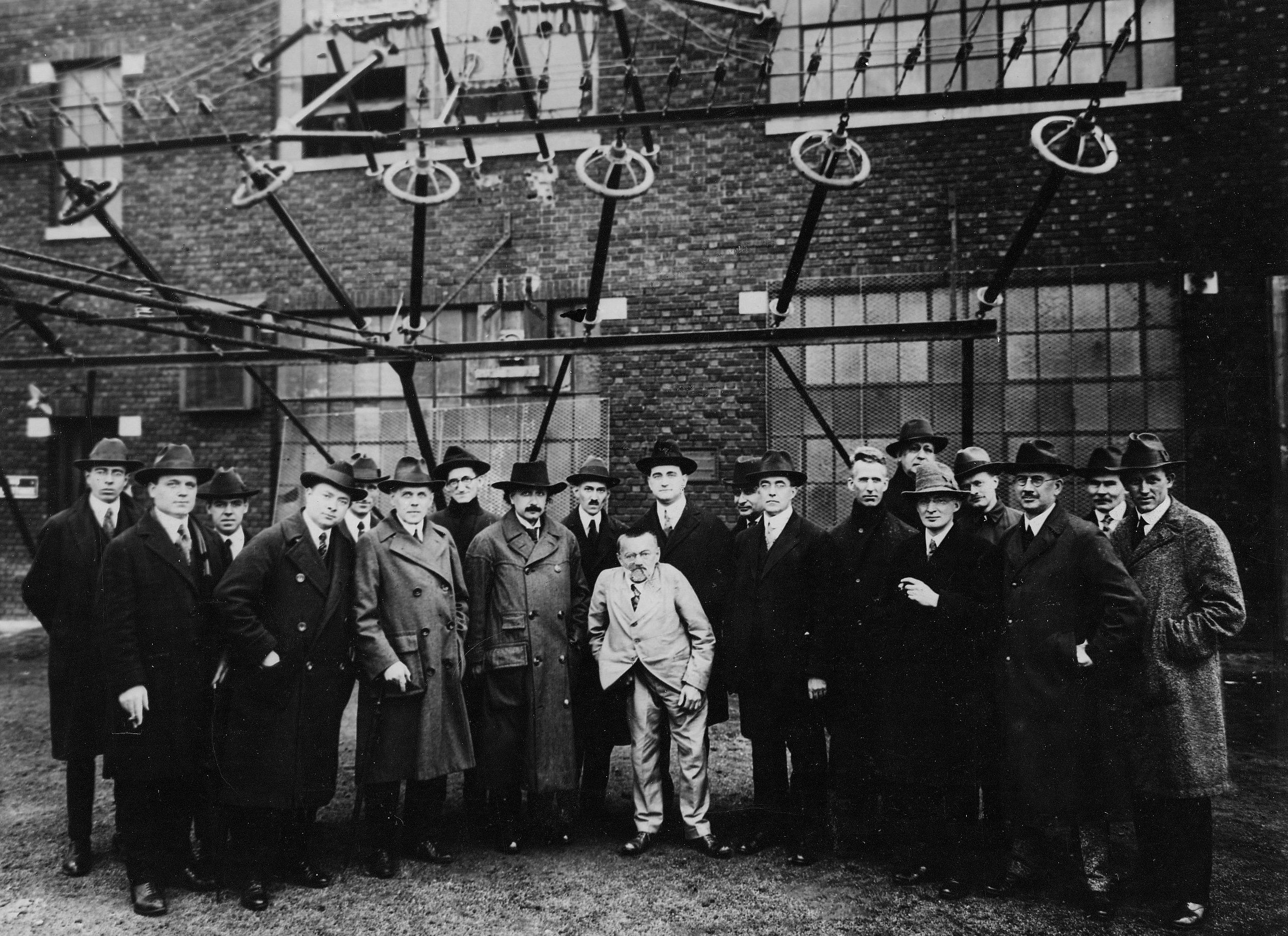
Da esquerda para a direita 1) James Casey, 2) W. A. Graham, 3) W. A. Winterbottom, 4) David Sarnoff, 5) Thomas J. Hayden, 6) Ernst Julius Berg, 7) S. Benedict, 8) Albert Einstein, 9) John Renshaw Carson, 10) Charles Proteus Steinmetz, 11) Alfred Norton Goldsmith, 12) A. Malsin, 13) Irving Langmuir, 14) Albert Hull, 15) E.B. Pillsbury, 16) Saul Dushman, 17) Richard Howland Ranger, 18) George Ashley Campbell, 19) C. H. Taylor, 20) W. Wilson. Albert Einstein em um tour de inspeção na New Brunswick Marconi Station.

Carson obteve a graduação na Universidade de Princeton em 1907, e frequentou o Instituto de Tecnologia de Massachusetts em 1907–1908 antes de retornar para Princeton para receber o seu grau em engenharia elétrica em 1909 e um mestrado em 1912. De 1912 a 1914 Carson foi instrutor em engenharia elétrica e física em Princeton, em 1913 foi-lhe oferecido um posto na American Telephone & Telegraph (AT&T), e em 1914 ele deixou a universidade.

## Patentes
- Patente E.U.A. 1 449 382 : John Carson/AT&T: "Method and Means for Signaling with High Frequency Waves" filed on December 1, 1915; granted on March 27, 1923

## Publicações selecionadas
- 1921: "Wave Propagation over Parallel Wires: The Proximity effect", Philosophical Magazine, volume IXLI, pages 607–633.
- 1922: "Notes on the Theory of Modulation", Proceedings of the Institute of Radio Engineers, volume 10, issue 1, pages 57–64.
- 1924: A Generalization of Reciprocal Theorem, Bell System Technical Journal 3: 393–399.
- 1925: Selective Circuits and Static Interference, Bell System Technical Journal, 4:265.
- 1926: Wave Propagation in Overhead Wires with Ground Return, Bell System Technical Journal,  5: 539.
- 1926: Electrical Circuit Theory and Operational Calculus, New York : McGraw–Hill.
- 1926: The Heaviside Operational Calculus, Bulletin of the American Mathematical Society 32(1):43–68, link from Project Euclid.
- 1936: (with S. P. Mead and S. A. Schelkunoff) Hyper-Frequency Waveguides: Mathematical Theory, Bell System Technical Journal 15: 310–333.